# BMW Nazca C2
Der BMW Nazca C2 ist ein Konzeptfahrzeug des deutschen Automobilherstellers BMW aus dem Jahr 1991. Er wurde erstmals auf der Tokyo Motor Show gezeigt. Der Entwurf stammt von der Firma Italdesign, die von Giorgetto Giugiaro und Aldo Mantovani gegründet wurde.
Das Modell C2 ist die Weiterentwicklung des BMW Nazca M12. Eine Besonderheit des Fahrzeuges stellen die aus Magnesium gefertigten Felgen mit Formel-1-Bereifung der Firma Goodyear dar sowie die Mechanik der Türen. Diese sind konventionell an der A-Säule angeschlagen. Herausstechend ist die Art und Weise, wie die Fenster sich öffnen lassen. Sie sind aufgrund der Bauform nicht in den Türen versenkbar und an einem mittig im Dach verlaufenden Steg montiert und klappen bei Bedarf im Stil von Flügeltüren nach oben. Der Nazca C2 verfügte über den (von Alpina leistungsgesteigerten) 5,0-l-V12-Motor der seit 1989 erhältlichen BMW 8er-Reihe und griff in Teilen auch deren Design auf. Im Vergleich zum 8er-BMW wirkte das Auto weniger wie ein klassisches Sportcoupé, sondern mehr wie ein moderner Supersportwagen.

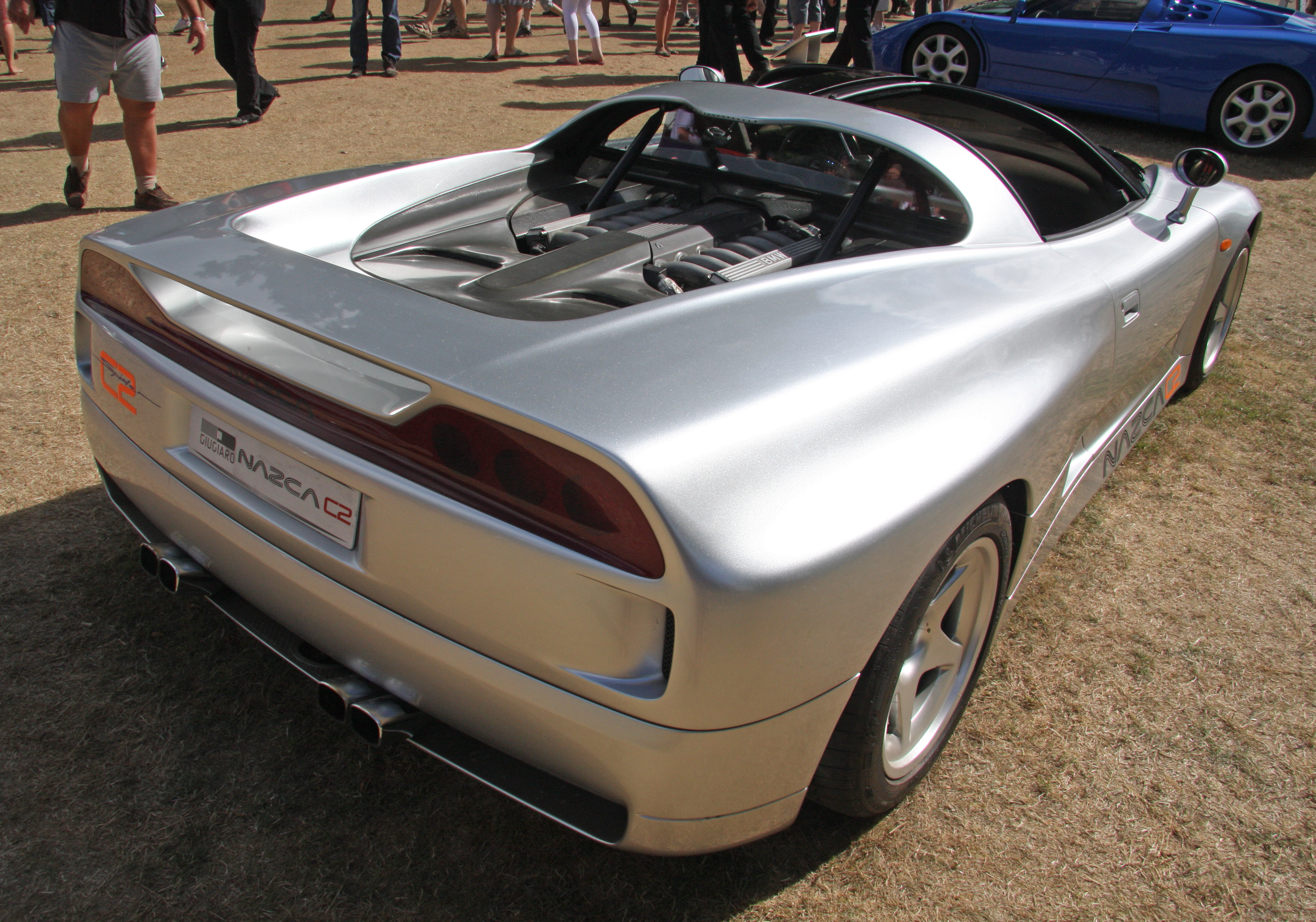
BMW Nazca C2 Spider, Heckseitenansicht

## Technische Daten
Der Nazca C2 besaß einen Zwölfzylinder-V-Motor mit einem Hubraum von 4.988 cm³ und einem Drehmoment von 470 Nm. Es handelte sich dabei mit an Sicherheit grenzender Wahrscheinlichkeit um den Motor M70B50 (5012A) mit 220 kW/300 PS und 450 Nm (ursprünglich im BMW 750i/iL/E32 und im BMW 850i/E31 eingesetzt), der unter Beibehaltung des Hubraums von Alpina auf 257 kW/350 PS und 470 Nm leistungsgesteigert und ebenfalls im Alpina B12 5.0 verwendet wurde. Die Kraftübertragung wurde durch eine Sechsgangschaltung bewerkstelligt, die ihre Kraft an die Hinterräder übertrug. Die Beschleunigung von 0 auf 100 km/h erfolgte in 4,2 Sekunden und das Fahrzeug erreichte gemäß Werksangaben eine Höchstgeschwindigkeit von 297 km/h. Das Auto hatte ein Tankvolumen von 70 Litern und einen Verbrauch (laut Werk) von 10,4 Liter auf 100 Kilometern.

## Nazca C2 Spider
Im Jahre 1993 entwarf Italdesign Giugiaro eine offene Version der Nazca C2. Dieser besaß keine Flügeltüren mehr, sondern normale Türen zum Aufschwingen. Der Motor wurde überarbeitet und bot jetzt 283 kW (385 PS).

## Mediale Referenz
- In den beiden Computerspielen Need for Speed II und Need for Speed III: Hot Pursuit ist es möglich den Nazca C2 zu fahren.
- Der italienische Filmregisseur Carlo Vanzina wählte den Nazca C2 für eine Szene in seinem 1996 erschienenen  Film A spasso nel tempo, zusammen mit dem Italdesign Aztec und Italdesign Machimoto.[2]